# Хамчарка
Хамчарка (рум. Hamcearca) — село у повіті Тулча в Румунії. Адміністративний центр комуни Хамчарка.
Село розташоване на відстані 196 км на північний схід від Бухареста, 33 км на захід від Тулчі, 106 км на північ від Констанци, 44 км на південний схід від Галаца.

## Населення
За даними перепису населення 2002 року у селі проживали 366 осіб.
Національний склад населення села:
| Національність | Кількість осіб | Відсоток |
| -------------- | -------------- | -------- |
| румуни         | 353            | 96,4%    |
| українці       | 12             | 3,3%     |

Рідною мовою назвали:
| Мова       | Кількість осіб | Відсоток |
| ---------- | -------------- | -------- |
| румунська  | 359            | 98,1%    |
| українська | 6              | 1,6%     |